# Life of Agony
Life of Agony (или LoA) — американская группа альтернативного метала из Бруклина, Нью-Йорк.

## История группы
Группу сформировали летом 1989 вокалист Кейт Капуто, бас-гитарист Алан Роберт и гитарист Джои З. Перед записью дебютного альбома River Runs Red (1993), перебрав несколько барабанщиков, они взяли Сэла Абрускато (Type O Negative), после чего заключили контракт с Roadrunner Records.
За River Runs Red последовал более эмоциональный Ugly (1995), но, после тура в поддержку альбома, барабанщик Абрускато покинул группу. Место за ударной установкой занял Дэн Ричардсон (Pro-Pain, Crumbsuckers).
Вокалист Капуто покинул группу после выхода Soul Searching Sun (1997), заявив, что он больше не интересуется такой музыкой, какую делает Life of Agony. Затем группа провела тур с Уитфилдом Крэйном, экс-вокалистом Ugly Kid Joe, и вернулась в студию только для того, чтобы понять, что они не хотят продолжать играть под названием Life of Agony без Капуто. В 1999 музыканты объявили о распаде группы. В 2000 году вышел концертный CD с акустического выступления Life of Agony на голландском фестивале Dutch Lowlands Festival 1997 года.
3 и 4 января 2003 года, группа воссоединилась в оригинальном составе для двух аншлаговых концертов в нью-йоркском Irving Plaza. Оба концерта были записаны, и выпущены позднее в том же году на CD и DVD. Результатом воссоединения группы стало ещё несколько концертов и появлений на европейских фестивалях, а затем запись в 2005 альбома Broken Valley, первым новым материалом группы с 1997 года.
В течение 2005 года Life of Agony провели серию концертов с Megadeth, Dream Theater и другими группами в рамках тура Gigantour. Спустя три года после этого тура, Life of Agony выпустили переиздание River Runs Red с бонусными треками и видео с ранних этапов творчества группы.
В 2007 году Капуто принял участие в песне группы Within Temptation «What Have You Done», ставшей международным хитом.
В июле 2011 года Капуто объявил, что готовится к операции по смене пола. После хирургической коррекции пола Капуто было выбрано имя Мина.
В 2014 году группа объявила о воссоединении первоначального состава с Миной Капуто на вокале. 8 августа 2014 года состоялось первое выступление группы за 3 года.

## Музыка
Как говорят сами музыканты, наибольшее влияние на группу оказали такие различные исполнители, как Radiohead, Metallica, Pink Floyd и Black Sabbath.
Капуто и Роберт написали все песни группы, но до Soul Searching Sun никогда не писали их вместе.
Одним из наиболее сильных различий между альбомами середины 1990-х годов River Runs Red и Ugly, и Broken Valley, вышедшим в 2005 стала перемена, произошедшая с вокальным стилем Капуто, который изменился на позднем творчестве группы с баритона в духе Danzig на более лёгкий и традиционный рок-вокал.
Музыканты группы продолжают выступать и сочинять музыку вместе, наравне с работой над личными проектами. Капуто записала несколько сольных альбомов с европейскими музыкантами и провела туры в поддержку этих альбомов. В настоящее время[когда?] группа делает заключительные штрихи над новым DVD с европейского тура группы в 2007 году.
В 2006 году Роберт, основной автор песен Life of Agony, организовал группу Spoiler NYC, которая записала альбом Grease Fire in Hell’s Kitchen. Джои З. в настоящее время[когда?] выступает с воссоединённой группой Carnivore.
В 2006 году песня «River Runs Red» использовалась в телесериале Офис в эпизоде «Initiation» .

## Трагедия
В 1995 году, во время тура в поддержку альбома Ugly, погиб поклонник группы в результате падения со сцены, вероятно пытаясь прыгнуть на руки зрителям. Концертная служба безопасности и, в меньшей степени, сами музыканты, были вовлечены в судебное разбирательство, вскоре закончившееся снятием всех обвинений. Во время дальнейших концертов группа проявляла больше озабоченности возможными травмами среди фанов, часто между песнями пытаясь охладить пыл особо ретивых поклонников, устраивающих «слэм», если те заходили слишком далеко. Например, это можно увидеть на DVD River Runs Again, где Капуто говорит «Все смотрите друг за другом в толпе, мы уже потеряли одну жизнь» и «Все живы, не так ли?».

## Дискография
| Год  | Название альбома                       | Тип альбома       |
| ---- | -------------------------------------- | ----------------- |
| 1993 | River Runs Red                         | студийный альбом  |
| 1995 | Ugly                                   | студийный альбом  |
| 1998 | Soul Searching Sun                     | студийный альбом  |
| 1999 | 1989-1999                              | сборник           |
| 2000 | Unplugged at the Lowlands Festival '97 | концертный альбом |
| 2003 | River Runs Again: Live 2003            | DVD               |
| 2005 | Broken Valley                          | студийный альбом  |
| 2017 | A Place Where There's No More Pain     | студийный альбом  |